# 朝日新聞信用組合
朝日新聞信用組合（あさひしんぶんしんようくみあい）は東京都中央区に本店を置く信用組合。

## 概要
朝日新聞社およびその関連企業の従業員を対象とした職域信用組合である。事業地区は日本全国であり、朝日新聞の東京本社・大阪本社内に支店が所在する。また、一般には朝日新聞厚生文化事業団の寄付金振込先としても知られる。
朝日放送グループホールディングスの大株主である。（2022年3月末現在、第6位）

## 沿革
- 1922年7月 - 有限責任朝日信用購買組合として設立する。
- 1949年12月 - 市街地信用組合法による組合となり、朝日信用組合に名称を変更する。
- 1950年4月 - 中小企業等協同組合法による組合となる。
- 1988年7月 - 朝日新聞信用組合に改称する。
- 2005年7月 - 本店を大阪市北区から東京都中央区に移転する。

## 店舗
- 東京店：東京都中央区築地5-3-2 朝日新聞東京本社内
- 大阪店：大阪府大阪市北区中之島2-3-18 朝日新聞大阪本社内